# Prince of Wales Strait
Prince of Wales Strait är ett sund i Kanada.   Det ligger i territoriet Northwest Territories, i den norra delen av landet, 3 700 km nordväst om huvudstaden Ottawa.